# Luca Mora
Luca Mora (Parma, 10 maggio 1988) è un calciatore italiano, centrocampista del Cittadella Vis Modena.

## Biografia
Sposato con Elena, ha due figli, Olivia, nata nel 2022, ed Elio, nato nel 2023.
Nel 2018 si è laureato in filosofia con il voto di 108 presso l'Università di Parma con una tesi riguardante Modalità e mondi possibili; a causa di questo è stato soprannominato il filosofo.

## Caratteristiche tecniche
Mora ha iniziato la sua carriera come mezzala, venendo poi trasformato in esterno sinistro dall'allenatore Egidio Notaristefano durante l'esperienza con l'Alessandria, ruolo mantenuto fino alla seconda stagione con la maglia della SPAL, quando è tornato ad essere schierato prevalentemente da mezzala. Mora si è comunque dimostrato un calciatore polivalente, capace di coprire diversi ruoli tra cui mediano, playmaker, trequartista, terzino, attaccante esterno, seconda punta e, all'occorrenza, difensore centrale.
Mancino, ma abile a calciare anche con il piede destro, Mora dispone di una buona capacità realizzativa, anche grazie all'abilità negli inserimenti e nel gioco aereo. Al tempo stesso è dotato di una certa visione di gioco ed è capace di superare l'uomo nell'uno conto uno e di arrivare sul fondo per crossare.

## Carriera

### Club

#### I primi anni
Nato a Parma, Mora inizia a giocare all'età di 6 anni nella squadra parmigiana dell'Astra, dove rimane per 4 anni prima di entrare nel settore giovanile del Parma. Dopo 3 anni con i crociati fa ritorno all'Astra prima di approdare all'età di 15 anni nel Traversetolo venendo inserito nella formazione Allievi.
Con il Traversetolo Mora debutta in prima squadra nel campionato di Prima Categoria all'età di 16 anni, vincendo poi il campionato nella stagione 2005-2006. Nella stagione 2006-2007 entra nel settore giovanile Chievo, che lo inserisce nella propria formazione Primavera.
Nella stagione 2007-2008 passa in prestito al Castellarano, squadra militante in Serie D in cui rimane per un biennio, allenato prima da Marco Paganelli e poi da Claudio Testoni, mettendo a segno complessivamente 14 reti con la maglia dei reggiani e scendendo in campo nella seconda stagione nella gara valida per il primo turno di Coppa Italia persa per 5-1 sul campo del Ravenna.
Nel 2009 approda al calcio professionistico trasferendosi al Crociati Noceto, squadra militante nel campionato di Seconda Divisione ed allenata da Marco Torresani. Con la compagine parmense fa il suo debutto nel calcio professionistico il 16 agosto 2009 nella partitiva vinta per 2-0 contro lo Spezia e valida per la fase a gironi di Coppa Italia Lega Pro, nella quale si procura un calcio di rigore poi realizzato dal compagno Miftah. Una settimana dopo, nella partitia contro la Pro Belvedere valida per la prima giornata di campionato, mette a segno la sua prima rete tra i professionisti.

#### Pro Patria e Alessandria
Nell'estate 2011 si trasferisce alla Pro Patria, rimanendo a militare quindi nel campionato di Seconda Divisione. Dopo aver debuttato con i bustocchi il 4 settembre 2011 nella sconfitta casalinga contro il Santarcangelo valida per la prima giornata di campionato, nelle prime partite fatica a trovare spazio, anche a causa dell'aver saltato parte del precampionato per partecipare alle Universiadi, salvo poi riuscire a conquistarsi un posto da titolare nella squadra che, pur con una penalizzazione di 11 punti, sfiora a fine stagione l'accesso ai play-off promozione, concludendo l'annata con 2 reti, contro San Marino e Borgo a Buggiano in 31 presenze di campionato.
Il 1º luglio 2012 si trasferisce all'Alessandria, rimanendo quindi in Seconda Divisione. Dopo aver debuttato con i grigi nella sfida casalinga pareggiata per 1-1 contro il Pavia valida per la fase a gironi di Coppa Italia Lega Pro si mette in luce nella prima parte di campionato, mettendo a segno 3 reti, una contro Bellaria e una doppietta contro il Milazzo, a cui fanno da contraltare diverse espulsioni. Nella stagione 2013-2014, schierato come esterno sinistro, guadagna maggiore spazio nelle rotazioni della squadra piemontese che a fine stagione conquista l'accesso alla neocostutita Lega Pro unica, campionato nel quale l'Alessandria, dopo un girone di andata concluso al primo posto, fallisce la conquista della promozione in Serie B.

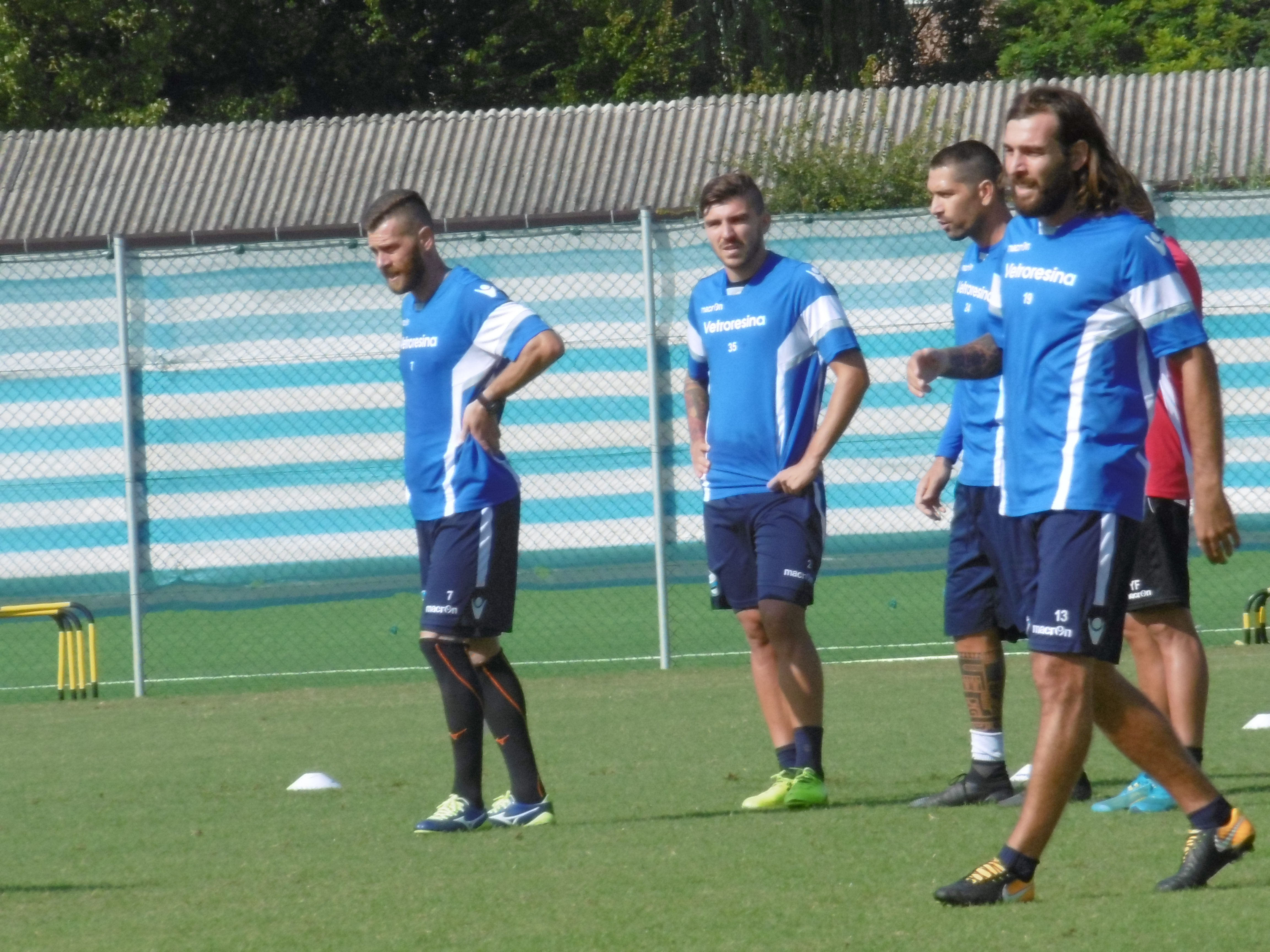
Mora (sulla destra) in allenamento con la SPAL nel settembre 2017.

#### Le due promozioni con la SPAL
Il 17 luglio 2015 viene annunciato il suo trasferimento alla SPAL, con cui firma un contratto biennale. Al debutto con i ferraresi, il 2 agosto 2015 mette a segno una rete nella gara vinta per 1-0 contro il Rende valida per il primo turno di Coppa Italia. Con i biancazzurri Mora si segnala per una maggiore prolificità sotto porta rispetto alle esperienze precedenti risultando a fine anno tra i protagonisti della promozione in Serie B degli estensi. e vincendo anche la Supercoppa di categoria scendendo in campo da titolare nella decisiva gara con il Cittadella.
Dopo la promozione in serie cadetta Mora viene confermato rinnovando il suo contratto fino al giugno 2018. Il 27 agosto 2016 fa il suo debutto in Serie B nella sconfitta per 2-0 sul campo del Benevento. Un mese più tardi, il 20 settembre, realizza il suo primo gol nel campionato cadetto nel corso della sconfitta interna per 3-1 contro il Verona. Nel corso della stagione Mora ritorna a giocare da mezzala contribuendo con 7 reti alla vittoria del campionato, con conseguente promozione in Serie A, alla quale segue un ulteriore rinnovo di contratto, fino al 2020.
Nella stagione successiva, con l'addio di Nicolas Giani, Mora, che aveva già vestito occasionalmente la fascia nel corso della stagione precedente, diventa il Capitano dei biancazzurri. Il 20 agosto 2017 debutta nel massimo campionato in occasione della partita pareggiata per 0-0 sul campo della Lazio.

#### Spezia e il ritorno a Ferrara
Dopo essere sceso in campo in 17 gare nelle prime 20 giornate del massimo campionato, a seguito dell'acquisto da parte degli emiliani di Jasmin Kurtic, il 24 gennaio 2018 viene ceduto a titolo definitivo allo Spezia con cui firma un contratto fino al 2020.
Fa il suo esordio con la maglia degli aquilotti il 27 gennaio successivo nella partita giocata in trasferta contro il Carpi nella quale mette a referto un assist, per la rete del provvisorio 1-1 realizzata dal compagno di squadra Claudio Terzi. Dopo una prima stagione in cui fatica ad inserirsi nei meccanismi della squadra ligure, nell'annata 2018-2019 si afferma come titolare risultando uno dei giocatori più presenti all'interno della formazione allenata da Pasquale Marino, per la quale il 27 gennaio 2019, nella partita pareggiata 4-4 sul campo del Brescia , trova la prima rete. A fine anno totalizza 4 reti in 29 presenze di campionato, a cui si aggiungono una presenza nei play-off e due in Coppa Italia, con lo Spezia che viene eliminato nei play-off per la promozione in Serie A.
Con l'arrivo sulla panchina dei liguri di Vincenzo Italiano il minutaggio di Mora cala, anche a causa della concorrenza interna di Gennaro Acampora, nonostante ciò Mora contribuisce alla promozione in Serie A dei bianconeri, vestendo anche la fascia di capitano per alcune partite. Dopo essere sceso in campo in quattro occasioni nella prima metà del torneo 2020-2021, nel mercato invernale viene annunciato il suo ritorno a titolo definitivo alla SPAL, nel frattempo retrocessa in Serie B e allenata da Pasquale Marino con cui aveva già collaborato con lo Spezia.
Confermato dopo che i ferraresi chiudono il campionato mancando l'accesso ai play-off promozione per la differenza reti, viene poco utilizzato da Pep Clotet nella prima parte della stagione 2021-2022; con l'esonero dello spagnolo in favore di Roberto Venturato, pur senza venire impiegato da titolare, riesce invece a dare un contributo tangibile al raggiungimento della salvezza mettendo a referto cinque assist. Al termine della stagione rimane svincolato a causa del mancato rinnovo del contratto da parte della società estense lasciando quindi Ferrara dopo un totale di 135 presenze e 14 reti segnate.

#### La discesa in Serie C
Il 15 luglio 2022 viene annunciato il passaggio di Mora al Pescara, squadra militante in Serie C, di cui diventa vice-capitano. Dopo aver debuttato con gli abruzzesi nella prima giornata di campionato, nella partita vinta per 1-0 contro l'Avellino, segna la sua prima rete con i biancazzurri nel weekend successivo, nella vittoria per 2-1 sul campo del Latina. Titolare nella prima parte di stagione sotto la guida tecnica di Alberto Colombo, nella quale mette a segno cinque reti, con l'arrivo sulla panchina dei pescaresi di Zdenek Zeman vede il suo minutaggio calare drasticamente, chiudendo la stagione con 5 reti in 33 presenze di campionato alle quali si aggiungono 6 presenze nei play-off. Rimasto a Pescara, nella prima parte della stagione 2023-2024 viene utilizzato per 110' in campionato.
Il 12 gennaio 2024 si trasferisce al Fiorenzuola, sempre in terza serie, con cui debutta il giorno successivo nella sfida casalinga pareggiata per 0-0 contro la Pro Sesto. Dopo aver disputato complessivamente 17 gare tra campionato e play-out con i piacentini, a fine stagione rimane svincolato a seguito della retrocessione in Serie D dei rossoneri.
Nell'estate del 2024 viene ammesso al corso UEFA B che consente di essere tesserati come collaboratori negli staff di Serie A e B e di essere allenatori in seconda in Serie C oltre a poter allenare tutte le prime squadre fino alla Serie D.

#### Il ritorno tra i dilettanti
Nell'estate 2024 si trasferisce al Cittadella Vis Modena, ritornando a militare in Serie D dopo quasi due decenni. Il debutto con i modenesi avviene in occasione del primo turno di Coppa Italia Serie D, nella partita vinta per 2-0 contro il Corticella. A fine stagione, le presenze totali del centrocampista parmense sono 28, con due assist e una rete, realizzata l'8 dicembre 2024 in occasione della sconfitta per 2-1 contro il Ravenna.

### Nazionale
Grazie al suo status di studente presso l'Università di Parma, Mora è stato convocato dalla nazionale universitaria per due edizioni delle Universiadi, nel 2011, torneo chiuso dall'Italia all'ottavo posto, e nel 2015, edizione poi vinta proprio dagli Azzurrini superando i padroni di casa sudcoreani nella finale in cui Mora rimane in campo per tutta la durata dell'incontro.

## Statistiche

### Presenze e reti nei club
Statistiche aggiornate al 4 maggio 2025.
| Stagione               | Squadra                | Campionato             | Campionato | Campionato | Coppe nazionali | Coppe nazionali | Coppe nazionali | Coppe continentali | Coppe continentali | Coppe continentali | Altre coppe | Altre coppe | Altre coppe | Totale | Totale |
| Stagione               | Squadra                | Comp                   | Pres       | Reti       | Comp            | Pres            | Reti            | Comp               | Pres               | Reti               | Comp        | Pres        | Reti        | Pres   | Reti   |
| ---------------------- | ---------------------- | ---------------------- | ---------- | ---------- | --------------- | --------------- | --------------- | ------------------ | ------------------ | ------------------ | ----------- | ----------- | ----------- | ------ | ------ |
| 2005-2006              | Traversetolo           | 1C                     | 0+         | 0+         | CE              | 0+              | 0+              | -                  | -                  | -                  | -           | -           | -           | 0+     | 0+     |
| 2007-2008              | Castellarano           | D                      | 31         | 8          | CI-C+CI-D       | 0+              | 0               | -                  | -                  | -                  | -           | -           | -           | 31+    | 8      |
| 2008-2009              | Castellarano           | D                      | 29         | 6          | CI+CI-D         | 1+0+            | 0+              | -                  | -                  | -                  | -           | -           | -           | 30     | 6      |
| Totale Castellarano    | Totale Castellarano    | Totale Castellarano    | 60         | 14         |                 | 1+              | 0+              |                    | -                  | -                  |             | -           | -           | 61+    | 14+    |
| 2009-2010              | Crociati Noceto        | 2D                     | 31         | 2          | CI-LP           | 1+              | 0               | -                  | -                  | -                  | -           | -           | -           | 32+    | 2      |
| 2010-2011              | Crociati Noceto        | 2D                     | 23         | 2          | CI-LP           | 3               | 0               | -                  | -                  | -                  | -           | -           | -           | 23     | 2      |
| Totale Crociati Noceto | Totale Crociati Noceto | Totale Crociati Noceto | 54         | 4          |                 | 4+              | 0               |                    | -                  | -                  |             | -           | -           | 58+    | 4      |
| 2011-2012              | Pro Patria             | 2D                     | 32         | 2          | CI+CI-LP        | 0               | 0               | -                  | -                  | -                  | -           | -           | -           | 32     | 2      |
| 2012-2013              | Alessandria            | 2D                     | 28         | 3          | CI-LP           | 2               | 0               | -                  | -                  | -                  | -           | -           | -           | 30     | 3      |
| 2013-2014              | Alessandria            | 2D                     | 29         | 2          | CI-LP           | 1               | 0               | -                  | -                  | -                  | -           | -           | -           | 30     | 2      |
| 2014-2015              | Alessandria            | LP                     | 29         | 1          | CI+CI-LP        | 2+3             | 0               | -                  | -                  | -                  | -           | -           | -           | 34     | 1      |
| Totale Alessandria     | Totale Alessandria     | Totale Alessandria     | 86         | 6          |                 | 8               | 0               |                    | -                  | -                  |             | -           | -           | 94     | 6      |
| 2015-2016              | SPAL                   | LP                     | 30         | 5          | CI+CI-LP        | 2+2             | 1+0             | -                  | -                  | -                  | SC-LP       | 2           | 0           | 36     | 6      |
| 2016-2017              | SPAL                   | B                      | 35         | 7          | CI              | 2               | 0               | -                  | -                  | -                  | -           | -           | -           | 37     | 7      |
| 2017-gen. 2018         | SPAL                   | A                      | 17         | 0          | CI              | 2               | 0               | -                  | -                  | -                  | -           | -           | -           | 19     | 0      |
| gen.-giu. 2018         | Spezia                 | B                      | 15         | 0          | CI              | -               | -               | -                  | -                  | -                  | -           | -           | -           | 15     | 0      |
| 2018-2019              | Spezia                 | B                      | 29+1       | 4          | CI              | 2               | 0               | -                  | -                  | -                  | -           | -           | -           | 32     | 4      |
| 2019-2020              | Spezia                 | B                      | 25+4       | 2          | CI              | 2               | 0               | -                  | -                  | -                  | -           | -           | -           | 31     | 2      |
| 2020-gen. 2021         | Spezia                 | A                      | 4          | 0          | CI              | 2               | 0               | -                  | -                  | -                  | -           | -           | -           | 6      | 0      |
| Totale Spezia          | Totale Spezia          | Totale Spezia          | 73+5       | 6          |                 | 6               | 0               |                    | -                  | -                  |             | -           | -           | 84     | 6      |
| gen.-giu. 2021         | SPAL                   | B                      | 17         | 1          | CI              | 0               | 0               | -                  | -                  | -                  | -           | -           | -           | 17     | 1      |
| 2021-2022              | SPAL                   | B                      | 25         | 0          | CI              | 1               | 0               | -                  | -                  | -                  | -           | -           | -           | 26     | 0      |
| Totale SPAL            | Totale SPAL            | Totale SPAL            | 124        | 14         |                 | 9               | 1               |                    | -                  | -                  |             | 2           | 0           | 135    | 15     |
| 2022-2023              | Pescara                | C                      | 33+6       | 5          | CI-C            | 0               | 0               | -                  | -                  | -                  | -           | -           | -           | 39     | 5      |
| 2023-gen. 2024         | Pescara                | C                      | 2          | 0          | CI+CI-C         | 1+2             | 0               | -                  | -                  | -                  | -           | -           | -           | 5      | 0      |
| Totale Pescara         | Totale Pescara         | Totale Pescara         | 35+6       | 5          |                 | 3               | 0               |                    | 0                  | 0                  |             | 0           | 0           | 44     | 5      |
| gen.-giu. 2024         | Fiorenzuola            | C                      | 15+2       | 0          | CI-C            | -               | -               | -                  | -                  | -                  | -           | -           | -           | 17     | 0      |
| 2024-2025              | Cittadella Vis Modena  | D                      | 27         | 1          | CI-D            | 1               | 0               | -                  | -                  | -                  | -           | -           | -           | 28     | 1      |
| Totale carriera        | Totale carriera        | Totale carriera        | 520+       | 51+        |                 | 32+             | 1+              |                    | -                  | -                  |             | 2           | 0           | 554+   | 52+    |

## Palmarès

### Club

#### Competizioni nazionali
- Lega Pro: 1

SPAL: 2015-2016
- Supercoppa di Lega Pro: 1

SPAL: 2016
- Campionato italiano di Serie B: 1

SPAL: 2016-2017

#### Competizioni regionali
- Prima Categoria: 1

Traversetolo: 2005-2006

### Nazionale
- Universiade: 1

2015